# Vier basisbeginselen van groene partijen
Veel groene partijen hebben als uitgangspunt de volgende beginselen gekozen:
- ecologisch
- sociaal
- basisdemocratisch
- geweldloos

Deze vier pijlers zijn oorspronkelijk in de jaren 1979-1980 verwoord door de Duitse groenen als ökologisch, sozial, basisdemokratisch, gewaltfrei.
Zij worden algemeen beschouwd als samenhangend en interdenpendent. Het was (en blijft) een gemeenschappelijke bekommernis van de vredesbewegingen en de milieubewegingen in de breedste zin.